# Ferdinand Henrik Jøhnke

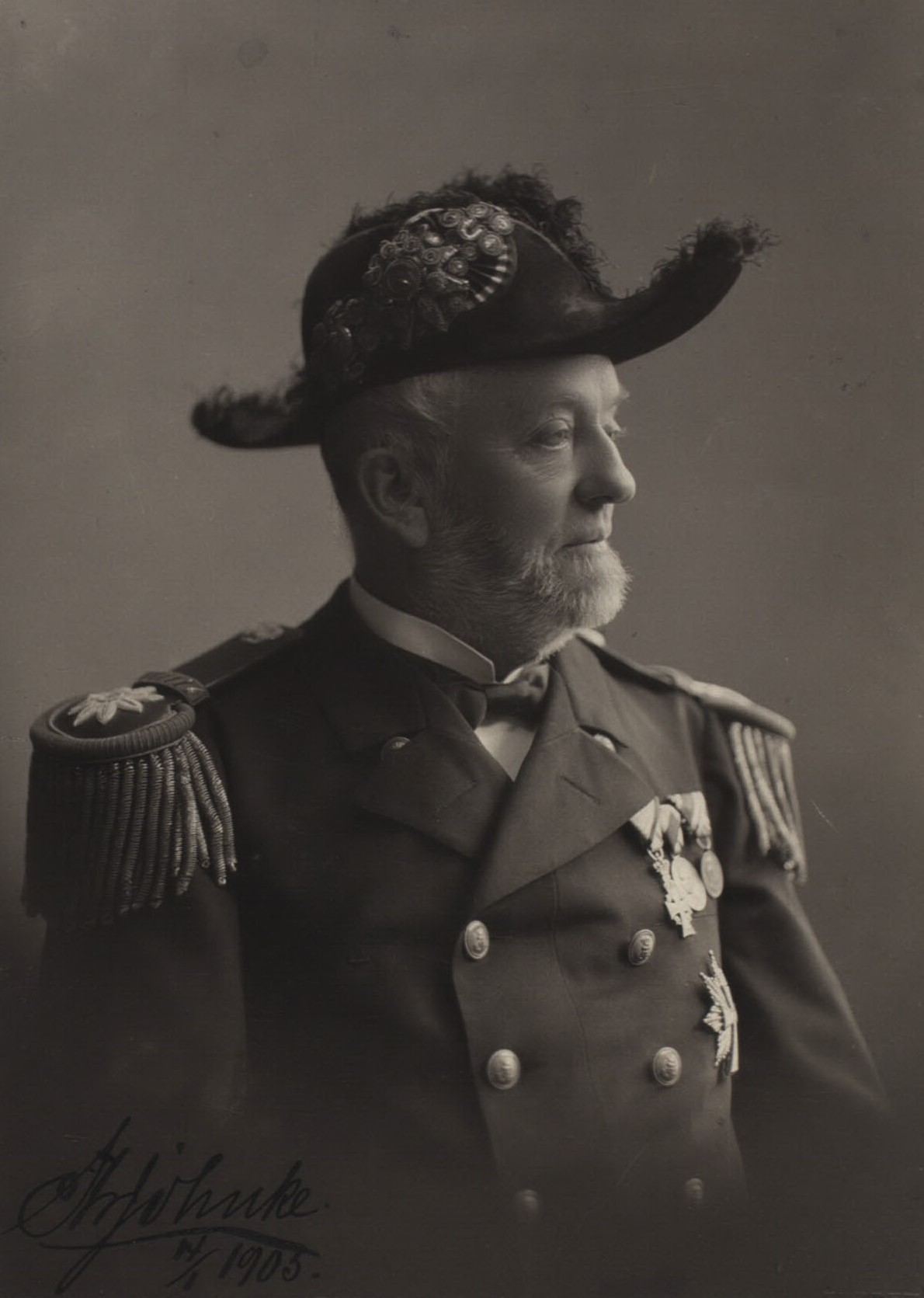
Ferdinand Henrik Jøhnke.

Ferdinand Henrik Jøhnke, född den 11 maj 1837 i Köpenhamn, död där den 6 januari 1908, var en dansk sjöofficer. 
Jøhnke blev officer 1857 och deltog som löjtnant i slaget vid Helgoland den 9 maj 1864 ombord på fregatten Niels Juel. År 1879 anställdes han som avdelningschef vid det aktiva sjömineväsendet, utnämndes 1885 till chef för sjöminekåren och blev 1899 konteramiral och chef för örlogsvarvet. Den 24 juli 1901 utnämndes han till marinminister i den Deuntzerska ministären. Av åldersskäl fick han 1902 avsked ur aktiv tjänst och blev samtidigt viceamiral. Den 14 januari 1905 avgick han som marinminister och dekorerades med storkorset. Jøhnke, som alltid i politiken hade tillhört partiet Venstre, utgav 1876 en broschyr, Flydende Forter, i vilken han tog till orda för ett försvar från sjösidan av huvudstaden med hjälp av dylika. 